# Ebebiyín
Ebebiyin é uma cidade da Guiné Equatorial, e capital da província de Kie Ntem. Fica situada na junção das fronteiras da Guiné Equatorial, Gabão e Camarões. É o ponto de chegada das três principais rotas de transporte vindas de Bata, Iaundé e principais cidades do Gabão central.